# デニ・アラー
デニ・アラー（Deni Alar、1990年1月18日 - ）は、旧ユーゴスラビア・スラヴォンスキ・ブロド出身、クロアチア系オーストリア人のサッカー選手。ファースト・ヴィエナFC所属。元オーストリア代表選手。ポジションはFW。

## 経歴
クロアチア系オーストリア人の元サッカー選手、ゴーラン・アラーの息子としてユーゴスラビアで生まれた。 出自の関係でクロアチアとオーストリアの国籍を共に保持していたものの、2009年にクロアチア国籍を放棄しオーストリア国籍を選択した。
6歳で地元FCツェルトヴェークの育成部門に入団し、サッカー選手としてのキャリアをスタートさせる。弱冠15歳で育成部門を卒業しトップチームでデビュー。2年目にはリーグ戦26試合中24試合に出場し15ゴールを記録した。2006-07シーズン、既にリーグ半ばで13得点を決めていたアラーはDSVレオーベンの目に留まり同クラブに移籍。2007年1月からは同クラブのセカンドチームでプレー。24試合で51得点と驚異的なスピードでゴールを量産した。

### カプフェンベルガーSV
17歳でDSVレオーベンのトップチームでデビューしたものの、クラブの財政問題により2008年冬に当時オーストリア・ブンデスリーガ1部に所属していたカプフェンベルガーSVに移籍。19歳3か月14日で国内トップリーグであるオーストリア・ブンデスリーガ1部でのデビューを果たした。
2009年5月15日、フランコ・フォーダ（現オーストリア代表監督）率いるSKシュトゥルム・グラーツを相手にブンデスリーガ初得点を挙げた。対戦相手にはジェフユナイテッド市原・千葉などでプレーしたマリオ・ハースや後にSKラピード・ウィーンでチームメートになるマリオ・ゾンライトナーらがいた。同クラブでは公式戦68試合に出場し23得点9アシストを記録した。2010-11シーズンのオーストリア・カップでは2得点1アシストを記録しチームの準決勝進出に貢献した。

### SKラピード・ウィーン
2011年7月1日にオーストリアを代表する名門クラブであるSKラピード・ウィーンに移籍した。5シーズンでオーストリア・ブンデスリーガ1部116試合に出場し35得点14アシストを記録。チームのリーグ準優勝合計4回に貢献した主力選手であった。UEFAチャンピオンズリーグ最終予選やUEFAヨーロッパリーグにも出場し、PAOKテッサロニキやFCメタリスト・ハルキウ、ローゼンボリBK相手に得点やアシストを記録。アウェーでオランダの名門アヤックス・アムステルダムを破った試合にも出場している。

### SKシュトゥルム・グラーツ
2016年7月1日に国内のライバルクラブであるSKシュトゥルム・グラーツに移籍した。初年度ではリーグ戦36試合に出場し20得点4アシスト、2年目は34試合で16得点2アシストを記録した。その他オーストリア・カップやUEFAヨーロッパリーグでの得点を合計すると82試合で41得点7アシストを記録した。2017-18シーズンのオーストリア・カップではチームキャプテンとして準決勝でライバルのSKラピード・ウィーン、決勝戦ではFCレッドブル・ザルツブルクを破りチームを優勝に導いた。

### SKラピード・ウィーンへ復帰
2018年7月1日、古巣のSKラピード・ウィーンと4年契約で合意した。2019-20シーズンのみはブルガリア1部のレフスキ・ソフィアにローン移籍。2020年6月に再びSKラピード・ウィーンにローンバック。2020年12月3日に行われたUEFAヨーロッパリーグでイングランド・プレミアリーグに属するアーセナルFC戦でスタメンに復帰した。元清水エスパルスの日本代表FWの北川航也の同僚である。

### SKNザンクト・ペルテン
2021年6月28日、SKNザンクト・ペルテンに1年契約で移籍した。

### ファースト・ヴィエナFC
2022年2月5日、ファースト・ヴィエナFCに1年契約で移籍した。

## 代表経歴
2009年11月9日、アンドレアス・ヘルツォーク監督の下、オーストリアU21代表に初招集された。2010年5月18日、ウェールズU21代表との試合でデビュー、1-0の勝利に貢献した。オーストリアU21代表では通算16試合に出場し4得点を記録している。オーストリア代表では負傷したマルティン・ハルニクに代わり2018 FIFAワールドカップ・予選であるウェールズ代表及びセルビア代表との試合でA代表に初招集された。2017年11月14日、ウルグアイ代表戦でA代表デビューを果たした。代表ではポジションが被るマルコ・アルナウトヴィッチ、ミヒャエル・グレゴリッチュ、ギド・ブルクシュタラー、カリム・オニシウォらがいるため2018年以降はA代表には招集されていない。

## タイトル

### クラブ
SKシュトゥルム・グラーツ
- オーストリア・カップ：2017-18